# Hovhannes Tumanjan
Hovhannes Tumanjan, armeniska Հովհաննես Թումանյան, född 19 februari 1869, död 23 mars 1923, var en armenisk poet. Hans arbete var ofta i tragisk form och symboliserade ofta oroligheterna och det hårda livet i regionen Lori.